# Ramón Reig
Ramón Reig (Sevilla, 29 de noviembre de 1954) es un periodista, escritor y profesor español, catedrático de Estructura de la Información de la Universidad de Sevilla.

## Trayectoria académica
Ramón Reig es el primer catedrático de Periodismo de la Universidad de Sevilla que procede del ejercicio activo del periodismo, profesión que inició en 1975 trabajando para el diario local sevillano El Correo de Andalucía. Desde 1975, ha ejercido como periodista en diversos medios de comunicación en España: El Correo de Andalucía, Mundo Diario, Radio Cadena Española, Tierras del Sur, El Imparcial, Mundo Obrero, Radio 80, Radio América, La Vanguardia, ABC, Diario 16 Andalucía, entre otros.
Por otro lado, también ha sido periodista institucional en la Federación de Empresarios del Metal (FEDEME), Nuevas Iniciativas del Sur (NUINSA), y en el Área Económica de la Junta de Andalucía, entre otras instituciones. 
Su actual cargo académico es como director del Grupo de Investigación en Estructura, Historia y Contenidos de la Comunicación (perteneciente al Departamento de Periodismo II de la Universidad de Sevilla y recogido en el III Plan Andaluz de Investigación con el código HUM-618), y también es director del consejo asesor de la revista académica Ámbitos, especializada en comunicación. Otro cargo que ocupa es el de coordinador del programa de doctorado de Comunicación y Cultura en la Sociedad de la Información, impartido por el Departamento de Periodismo II en la Universidad Autónoma de Chihuahua (México). Ha tenido un prolífico trabajo docente y científico como ponente y profesor invitado en varias universidades españolas y del resto del mundo como son Valencia, País Vasco, CEU-San Pablo (Madrid) o la Francisco Vitoria (Madrid) en España, y la Universidad Autónoma de Ciudad Juárez (México), Universidad Modelo (Yucatán, México), la Universidad Ramón Sarmiento (Buenos Aires), la Florida International University (Miami, USA), la Universidad de Cartagena de Indias (Colombia), el Tecnológico de Monterrey (Guadalajara y Chihuahua, México), la Universidad de las Américas (México), la Universidad Jaime Bausate y Meza (Perú), Don Bosco (San Salvador) o la Central de Caracas (Venezuela) en el extranjero. 
Desde 2016, Ramón Reig es profesor honorario de la Universidad Jaime Bausate y Meza, mérito impuesto por la universidad como reconocimiento académico a su trayectoria investigadora y docente. En el mismo año, ha sido incluido en la Cátedra Ricardo Palma de Comunicación y Periodismo, de la Universidad Ricardo Palma.
En la faceta literaria, Ramón Reig tiene once libros de poemas editados en solitario y varios premios.

## Obra

### Libros de investigación y ensayo
- (2024) Te quiero porque me quiero y te necesito. El amor, la mejor comunicación interpersonal.

- (1987) La irrupción, transformaciones sociales del mundo indígena prehispánico en la época colonial.
- (1989) Religión y religiosidad popular en Andalucía.
- (1990) Emilio Lemos Ortega y el andalucismo histórico.
- (1992) Sobre la comunicación con dominio. Seis paradigmas.
- (1994) La mente global, un estudio sobre estructura y análisis de la información.
- (1994) La información binaria (emotividad y simplicidad en el periodismo).
- (1995) El control de la comunicación de masas. Bases estructurales y psicosociales.
- (1997) Sevilla en la comunicación poética, teoría antecedentes y tendencias actuales.
- (1998) Medios de comunicación y poder en España, Prensa, radio, televisión y mundo editorial.
- (1998) Sevilla y su prensa, aproximación a la historia del periodismo andaluz contemporáneo (1898-1998).
- (1999) Medios de comunicación y acontecimientos del siglo XXI.
- (2000) Periodismo de investigación y pseudoperiodismo, realidades, deseos y falacias.
- (2001) El éxtasis cibernético, comunicación, democracia y neototalitarismos a principios del siglo XXI.
- (2002) La comunicación en su contexto. Una visión crítica desde el Periodismo.
- (2003) Estructura y mensaje en la sociedad de la Información.
- (2004) Dioses y diablos mediáticos. Cómo manipula el poder a través de los medios de comunicación.
- (2004) La inocencia perdida: reportaje sobre once cursos de la Facultad de Ciencias de la Información de la Universidad de Sevilla (1989/1990-1999/2000).
- (2007) El Periodista en la telaraña. Nueva economía, comunicación, periodismo, públicos.
- (2010) La telaraña mediática. Cómo conocerla, cómo comprenderla.
- (2011) (Director). La Comunicación en Andalucía. Historia, Estructura y nuevas Tecnologías.
- (2011) Todo Mercado: contra la simplicidad del pensamiento crítico.
- (2011) Los dueños del periodismo. Claves de la estructura mediática mundial y de España.
- (2013) (Director). Educación para el Mercado. Un análisis crítico de mensajes audiovisuales destinados a menores y a jóvenes.
- (2015) Crisis del sistema, crisis del periodismo. Contexto estructural y deseos de cambio.
- (2017)  (Editor). El laberinto mundial de la información. Estructura mediática y poder.
- (2019) Los lloricas. Opúsculo terapéutico sobre el plañidero postmoderno en un mundo de derechas.
- (2020) Pandemia para un mundo dislocado. Un análisis desde el periodismo.
- (2020) Evolución, Historia y Comunicación en un mundo digital (Discurso hipotético).
- (2023) Estructura y Poder de la Comunicación. Entre la libertad, le dependencia y la "esclavitud digital".

### Libros de narrativa
- (2024) El profesor Cojonciano y otros relatos incorrectos.
- (2017) ¡No me lo puedo creer! Relatos inverosímiles.
- (2013) El pitufo gruñón. Libro obsceno de autoayuda para odiarlo todo.
- (1989) ¡Y todo para esto! El poeta utópico y caduco retorna a casa y advierte que le han hurtado los penates

### Libros de poemas
- (1980) La Música.
- (1981) Radiografía del dactilógrafo (el poeta periodista).
- (1981) Ese tul sombrío de negras formas.
- (1984) Ciudad de silencio.
- (1987) Desde el Sur hacia la Nada.
- (1988) Concierto barroco de un verano que me fui al mar.
- (1990) Ilema en la posada del mar.
- (1992) Segundo aniversario.
- (1997) La poesía no sirve para nada.
- (2000) Regreso al manantial de los cipreses.
- (2019) Las últimas hojas del otoño.

### Distinciones
- Premio Searus (1982).
- Premio Luis Cernuda (1988).
- Premio José Luis Gallego (1990).
- Premio Ciudad del Guadaíra (1992).
- Antologado en varios libros de poemas españoles y extranjeros.
- Diploma a la Excelencia Docente de la Universidad de Sevilla (2002).
- Miembro desde 1973 del Colectivo Cultural Gallo de Vidrio que se encuentra reseñado en las dos enciclopedias de Andalucía que existen en estos momentos, así como en tesinas y tesis doctorales de Sevilla y Madrid. Se trata de un colectivo que ha superado sus 50 años de historia y que en 1974 fue galardonado por la Cadena SER con el “Premio Sevillanos del Año” en el apartado “Literatura”, siendo el director de la Cadena SER en Sevilla el periodista Iñaqui Gabilondo, hoy doctor honoris causa por la US.

- Medalla de honor como Profesor Honorario de la Universidad Bausate y Mesa (Lima, Perú) (2016).

- Miembro de la Cátedra de Comunicación y Periodismo Ricardo Palma (Universidad Ricardo Palma, Lima, Perú) (2016).

- Miembro fundador de la Asociación para el Progreso de la Comunicación (APC).

- Miembro fundador del Instituto Andaluz de Comunicación y Cultura (INACOM).

- Miembro fundador de la Asociación Española de Investigadores en Comunicación (AE-IC).

- Miembro de la Asociación de la Prensa de Sevilla (APS), donde ha pertenecido a su Comisión de Cultura.

- Miembro de la Federación de Asociaciones de Periodistas de España (FAPE).

- Miembro del Colegio Profesional de Periodistas de Andalucía (CPPA), donde ha formado parte de su Junta Directiva.

- Primer catedrático de Periodismo de la historia de la Universidad de Sevilla que procede del ejercicio activo profesional del periodismo, según:

https://www.europapress.es/andalucia/sevilla-00357/noticia-periodista-profesor-ramon-reig-primer-catedratico-periodismo-us-20120130165139.html
https://www.lavanguardia.com/local/agencias/20120130/54246970882/el-periodista-y-profesor-ramon-reig-primer-catedratico-de-periodismo-de-la-us.html
https://www.20minutos.es/noticia/1292361/0/
https://radiolaisla.com/espana/211948/el-periodista-y-profesor-ramon-reig-primer-catedratico-de-periodismo-de-la-us/
https://www.linkedin.com/posts/formaci%C3%B3n-universitaria_ayer-participamos-de-un-nuevo-encuentro-para-activity-7062332203992555520-vUVs/?originalSubdomain=es
- Profesor español más reconocido en el estudio de las estructuras mediáticas, según el libro de 2016 La comunicación y su estructura en la era digital, dirigido por Fernando Martínez Vallvey, catedrático de la Universidad Pontificia de Salamanca y Víctor Núñez Fernández, profesor de la Universidad a Distancia de Madrid (Udima), publicado por el Centro de Estudios Financieros (Madrid). El tratado se refiere al profesor de la Facultad de Comunicación de Sevilla como “el catedrático de Estructura de la Información español más prolífico y reconocido”.

- En 2024 la Junta de Facultad de la Facultad de Comunicación de la Universidad de Sevilla (España), aprueba que se asigne su nombre en la citada Facultad a una de sus dependencias académicas con motivo de su jubilación en septiembre de 2025.

- Socio de Honor de la prestigiosa revista Comunicar (JCR) (2016).
- Elegido por la prestigiosa revista JCR El Profesional de la Información (EPI)entre los mejores investigadores en Comunicación e Información de España de los últimos 50 años (2021).